# Ämmuste
Ämmuste – wieś w Estonii, w prowincji Viljandi, w gminie Viljandi.
W latach 1991–2017 (do czasu reformy administracyjnej estońskich gmin) wieś znajdowała się w gminie wiejskiej Tarvastu. 
Archaiczne nazwy wsi to: Hamasth (1583), Ammosth (1584), Emmust (1624), Emmist (1638), Ömust (1797). Przez wieś przepływa rzeka Tarvastu.